# Clube Atlético Ferroviário
El Clube Atlético Ferroviário fue un equipo de fútbol de Brasil que jugó en el Campeonato Brasileño de Serie A, la primera división de fútbol en el país.

## Historia
Fue fundado el 12 de enero de 1930 en el municipio de Curitiba, capital del estado de Paraná por iniciativa del empresario ferroviario Ludovico Brandalise con la idea de que el equipo congregara a los funcionarios y los operarios de la red ferroviaria del municipio con el fin de disputar campeonatos aficionados, pero más adelante serían incluidos jugadores provenientes del Britânia Sport Club el club comenzó a ser competitivo y también ganó simpatía en los pobladores de Curitiba, y sobre todo se convirtió en una fuerza dominante en el estado de Paraná, ganando su primer torneo inicio en 1934 y su primera liga estatal en 1937.
Durante tres décadas fue uno de los equipos más importantes del estado de Paraná, conquistando el Campeonato Paranaense en ocho ocasiones y llegando a la final estatal en otras siete veces, además de ganar siete ediciones del Torneo Inicio entre los años 1930 y años 1960.
En 1966 participa en el Campeonato Brasileño de Serie A, en quel entonces conocido como Copa Brasil,  donde supera en la primera ronda de la zona sur al Esporte Clube Internacional de Lages del estado de Santa Catarina, pero es eliminado en la segunda ronda por el Gremio de Porto Alegre del estado de Río Grande del Sur, , finalizando en noveno lugar entre 22 equipos.
En 1967 participa en el Torneo Roberto Gomes Pedrosa, la desaparecida liga de primera división nacional de Brasil, donde termina eliminado en la primera ronda al termina en último lugar en su zona, finalizando en último lugar entre 15 equipos.
El club desaparece el 29 de julio de 1971 luego de que se fusiona con el Britânia Sport Club y el Palestra Itália Futebol Clube para crear al Colorado Esporte Clube.

## Palmarés
- Campeonato Paranaense: 8

1937, 1938, 1944, 1948, 1950, 1953, 1965, 1966
- Torneo Inicio de Paraná: 7

1934, 1937, 1938, 1943, 1950, 1954, 1963